# Conostigmus linearis
Conostigmus linearis är en stekelart som beskrevs av Hellen 1966. Conostigmus linearis ingår i släktet Conostigmus och familjen trefåresteklar. Arten är reproducerande i Sverige. Inga underarter finns listade i Catalogue of Life.